# Iván López (actor)
Iván Darío López Osorio (Bogotá, 25 de agosto de 1980) es un actor colombiano.

## Biografía
Desde los 15 años participaba en comerciales para televisión. Inició estudios de Publicidad y Mercadeo los cuales abandonó para dedicarse a la actuación. Estudió Arte Dramático en la Casa del Teatro Nacional mientras se desempeñaba como modelo en eventos de protocolo.
Fue presentador del programa Nikneim de Citytv, debutó como actor en la telenovela La hija del mariachi (2006) y adquirió reconocimiento nacional por su papel de Nicolás Camacho en Amor en custodia (2009) por el cual fue ganador del premio TVyNovelas como actor revelación (votación pública) y nominado al premio India Catalina en la misma categoría. Por su papel de Nicolás Ortega en La ley del corazón, fue nominado en 2016 y en 2019 como mejor actor de reparto en los Premios India Catalina, resultando ganador en 2019.

## Filmografía

### Televisión
| Año       | Título                     | Personaje                    | Canal              |
| --------- | -------------------------- | ---------------------------- | ------------------ |
| 2006-2007 | La hija del mariachi       | Lalo                         | Canal RCN          |
| 2008      | Novia para dos             |                              | Canal RCN          |
| 2009      | El fantasma del Gran Hotel | Amante de Paola              | Canal RCN          |
| 2009      | Regreso a la Guaca         | Justo Perlaza                | Canal RCN          |
| 2009-2010 | Amor en custodia           | Nicolás Camacho Vásquez      | Canal RCN          |
| 2010-2011 | A corazón abierto          | Dr. Rafael Gómez             | Canal RCN          |
| 2010-2011 | La Pola                    | Simón Bolívar                | Canal RCN          |
| 2012      | Escobar, el patrón del mal | Subteniente Martín Pabón Jr. | Caracol Television |
| 2013      | Allá te espero             | Samuel Fernández             | Canal RCN          |
| 2013-2014 | Secretos del paraíso       | Alejandro Soler              | Canal RCN          |
| 2016-2019 | La ley del corazón         | Nicolás Ortega               | Canal RCN          |
| 2017      | No olvidarás mi nombre     | Sergio Aparicio              | Canal RCN          |
| 2017      | Pambelé                    | Cristóbal Román              | Canal RCN          |
| 2017-2020 | Testosterona Pink          | Daniel                       | Caracol Play       |
| 2018      | El buen verdugo            | Conductor                    | Señal Colombia     |
| 2020      | La negociadora             | Tato                         | Prime Video        |

## Cine
| Año  | Título    | Personaje | Nota |
| ---- | --------- | --------- | ---- |
| 2016 | Pablo     | Julian    |      |
| 2020 | Therapy   | Javier    |      |
| 2025 | Algo azul |           |      |

## Teatro
| Año  | Título                            | Personaje | Nota            |
| ---- | --------------------------------- | --------- | --------------- |
| 2020 | La verdad es un juego de mentiras |           | Teatro Nacional |

## Premios y nominaciones
| Año  | Premio                        | Categoría                                       | Producción             | Resultado. | Ref.          |
| ---- | ----------------------------- | ----------------------------------------------- | ---------------------- | ---------- | ------------- |
| 2010 | Premios India Catalina        | Revelación artística del año                    | Amor en custodia       | Nominado   |               |
| 2010 | Premios TVyNovelas (Colombia) | Revelación del año                              | Amor en custodia       | Ganador    |               |
| 2014 | Premios TVyNovelas (Colombia) | Villano favorito de telenovela                  | Allá te espero         | Nominado   |               |
| 2017 | Premios India Catalina        | Mejor actor de reparto                          | La ley del corazón     | Nominado   |               |
| 2017 | Premios TVyNovelas (Colombia) | Actor de reparto favorito de telenovela         | La ley del corazón     | Ganador    | [ 8 ] [ 9 ]   |
| 2017 | Premios TVyNovelas (Colombia) | Protagonista masculino favorito de serie        | No olvidarás mi nombre | Nominado   | [ 8 ] [ 9 ]   |
| 2018 | Premios India Catalina        | Mejor actor protagónico                         | No olvidarás mi nombre | Nominado   | [ 10 ] [ 11 ] |
| 2018 | Premios India Catalina        | Mejor talento online                            | Testosterona Pink      | Nominado   | [ 10 ] [ 11 ] |
| 2019 | Premios India Catalina        | Mejor actor de reparto                          | La ley del corazón 2   | Ganador    | [ 3 ]         |
| 2019 | Premios Online                | Actor de Serie Web o Streaming Favorito del año | Testosterona Pink      | Ganador    |               |